# United States Secretary of the Army

Flagge des SECARMY

Der United States Secretary of the Army (SA oder SECARMY) ist verantwortlich für sämtliche administrativen und technischen Fragen der United States Army. Er bzw. sie leitet das Department of the Army (Heeresamt) innerhalb des Department of Defense (Verteidigungsministerium) und ist direkt dem Verteidigungsminister unterstellt.

## Entstehung
Am 18. September 1947 wurde der Posten des SECARMY als Nachfolger im Bereich der US Army des United States Secretary of War geschaffen, als die Departments von Marine und Heer mitsamt der neuen Luftwaffe im neuen Verteidigungsministerium der Vereinigten Staaten vereinigt wurden. Der United States Secretary of War war noch Kabinettsminister, der SECARMY nur noch Staatssekretär. Er bzw. Sie wird vom Präsidenten der Vereinigten Staaten ernannt und vom Senat bestätigt.

## Organisation und Auftrag
Der SECARMY ist verantwortlich für die Durchführung aller Heeresangelegenheiten. Dazu gehören die sämtliche administrativen und technischen Organisationsfragen, Personalwesen, Budgetierung, Ausrüstungsfragen (Beschaffung und Nachschubwesen) und Instandhaltung, Ausbildung und Mobilisierungs- und Demobilisierungsfragen. Der Secretary of the Army zeichnet darüber hinaus verantwortlich für die Umsetzung der Politik des Verteidigungsministeriums und deren heeresspezifische Ausformulierung und Implementierung in das aktuelle „Tagesgeschäft“. Der militärische Kommandeur der US Army, der Chief of Staff of the Army untersteht dem SECARMY nur administrativ, nicht aber operativ.

## Das Büro des SECARMY
Zum Leitungsgremium (beziehungsweise dem Stab) des SECARMY und seiner untergeordneten Führungseinrichtungen gehören der Undersecretary (dt.: Unterstaatssekretär), die Assistance Secretaries (dt.: assistierende Staatssekretäre), der General Councel (dt.: Oberster Rechtsberater bzw. Justiziar) und weitere gesetzlich vorgeschriebenen und eingerichtete Dienststellen.

## Liste der Secretaries of the Army

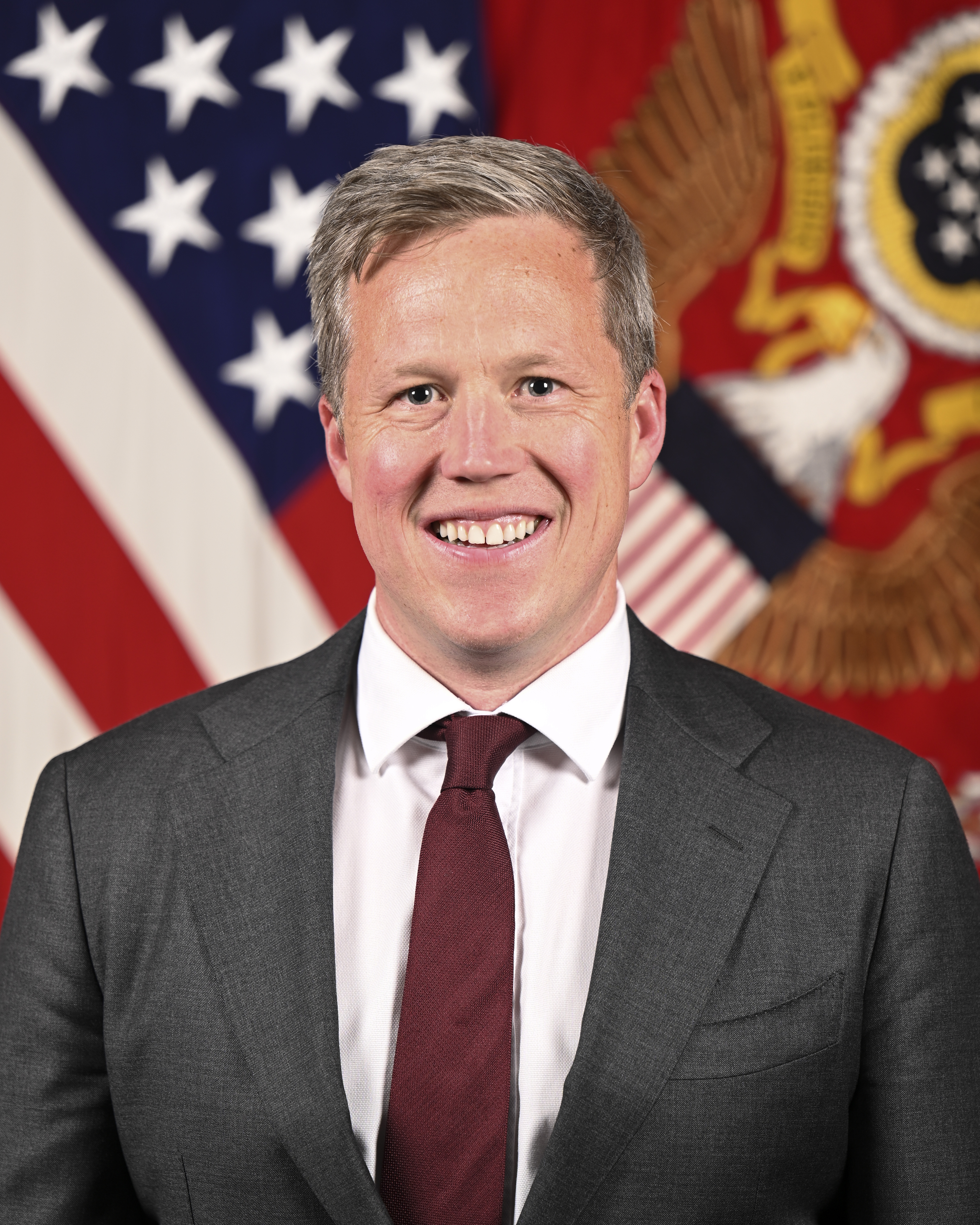
Daniel P. Driscoll, Secretary of Army seit dem 25. Februar 2025

| Nr. | Name                                    | Amtszeit                              | unter Präsident            |
| --- | --------------------------------------- | ------------------------------------- | -------------------------- |
| 1   | Kenneth Claiborne Royall                | 18. September 1947 – 27. April 1949   | Harry S. Truman            |
| 2   | Gordon Gray                             | 20. Juni 1949 – 12. April 1950        | Harry S. Truman            |
| 3   | Frank Pace                              | 12. April 1950 – 20. Januar 1953      | Harry S. Truman            |
| 4   | Robert Ten Broeck Stevens               | 4. Februar 1953 – 21. Juli 1955       | Dwight D. Eisenhower       |
| 5   | Wilber Marion Brucker                   | 21. Juli 1955 – 19. Januar 1961       | Dwight D. Eisenhower       |
| 6   | Elvis Jacob Stahr                       | 24. Januar 1961 – 30. Juni 1962       | John F. Kennedy            |
| 7   | Cyrus Roberts Vance                     | 5. Juli 1962 – 21. Januar 1964        | Kennedy, Lyndon B. Johnson |
| 8   | Stephen Ailes                           | 28. Januar 1964 – 1. Juli 1965        | Lyndon B. Johnson          |
| 9   | Stanley Rogers Resor                    | 2. Juli 1965 – 30. Juni 1971          | Johnson, Richard Nixon     |
| 10  | Robert Frederick Froehlke               | 1. Juli 1971 – 14. Mai 1973           | Richard Nixon              |
| 11  | Howard Hollis Callaway                  | 15. Mai 1973 – 3. Juli 1975           | Nixon, Gerald Ford         |
| 12  | Martin Richard Hoffmann                 | 5. August 1975 – 20. Januar 1977      | Gerald Ford                |
| 13  | Clifford Leopold Alexander              | 14. Februar 1977 – 20. Januar 1981    | Jimmy Carter               |
| 14  | John Otho Marsh                         | 21. Januar 1981 – 13. August 1989     | Ronald Reagan, George Bush |
| 15  | Michael Patrick William Stone           | 14. August 1989 – 20. Januar 1993     | George Bush                |
| 16  | Togo Dennis West                        | 22. November 1993 – 2. Dezember 1997  | Bill Clinton               |
| –   | Robert Michael Walker (kommissarisch)   | 2. Dezember 1997 – 2. Juli 1998       | Bill Clinton               |
| 17  | Louis Edward Caldera                    | 2. Juli 1998 – 20. Januar 2001        | Bill Clinton               |
| –   | Gregory Robert Dahlberg (kommissarisch) | 20. Januar 2001 – 5. März 2001        | George W. Bush             |
| –   | Joseph W. Westphal (kommissarisch)      | 5. März 2001 – 31. Mai 2001           | George W. Bush             |
| 18  | Thomas E. White                         | 31. Mai 2001 – 9. Mai 2003            | George W. Bush             |
| –   | Romer Leslie Brownlee (kommissarisch)   | 10. Mai 2003 – 18. November 2004      | George W. Bush             |
| 19  | Francis Joseph Harvey                   | 19. November 2004 – 2. März 2007      | George W. Bush             |
| 20  | Preston Murdoch Geren                   | 9. März 2007 – 16. September 2009     | Bush, Barack Obama         |
| 21  | John Michael McHugh                     | 21. September 2009 – 1. November 2015 | Barack Obama               |
| –   | Eric Kenneth Fanning (kommissarisch)    | 3. November 2015 – 11. Januar 2016    | Barack Obama               |
| –   | Patrick Joseph Murphy (kommissarisch)   | 11. Januar 2016 – 17. Mai 2016        | Barack Obama               |
| 22  | Eric Kenneth Fanning                    | 17. Mai 2016 – 19. Januar 2017        | Barack Obama               |
| –   | Robert M. Speer (kommissarisch)         | 20. Januar 2017 – 2. August 2017      | Donald Trump               |
| –   | Ryan McCarthy (kommissarisch)           | 2. August 2017 – 20. November 2017    | Donald Trump               |
| 23  | Mark Thomas Esper                       | 20. November 2017 – 23. Juli 2019     | Donald Trump               |
| 24  | Ryan McCarthy                           | 30. September 2019 – 20. Januar 2021  | Donald Trump               |
| –   | John E. Whitley (kommissarisch)         | 20. Januar 2021–28. Mai 2021          | Joe Biden                  |
| 25  | Christine Wormuth                       | 28. Mai 2021 – 20. Januar 2025        | Joe Biden                  |
| –   | Mark Averill (kommissarisch)            | 20. Januar 2025–25. Januar 2025       | Donald Trump               |
| 26  | Daniel P. Driscoll                      | seit 25. Februar 2025                 | Donald Trump               |